# 诺沃塞利察 (切尔卡瑟区)
49°7′26″N 32°27′44″E / 49.12389°N 32.46222°E

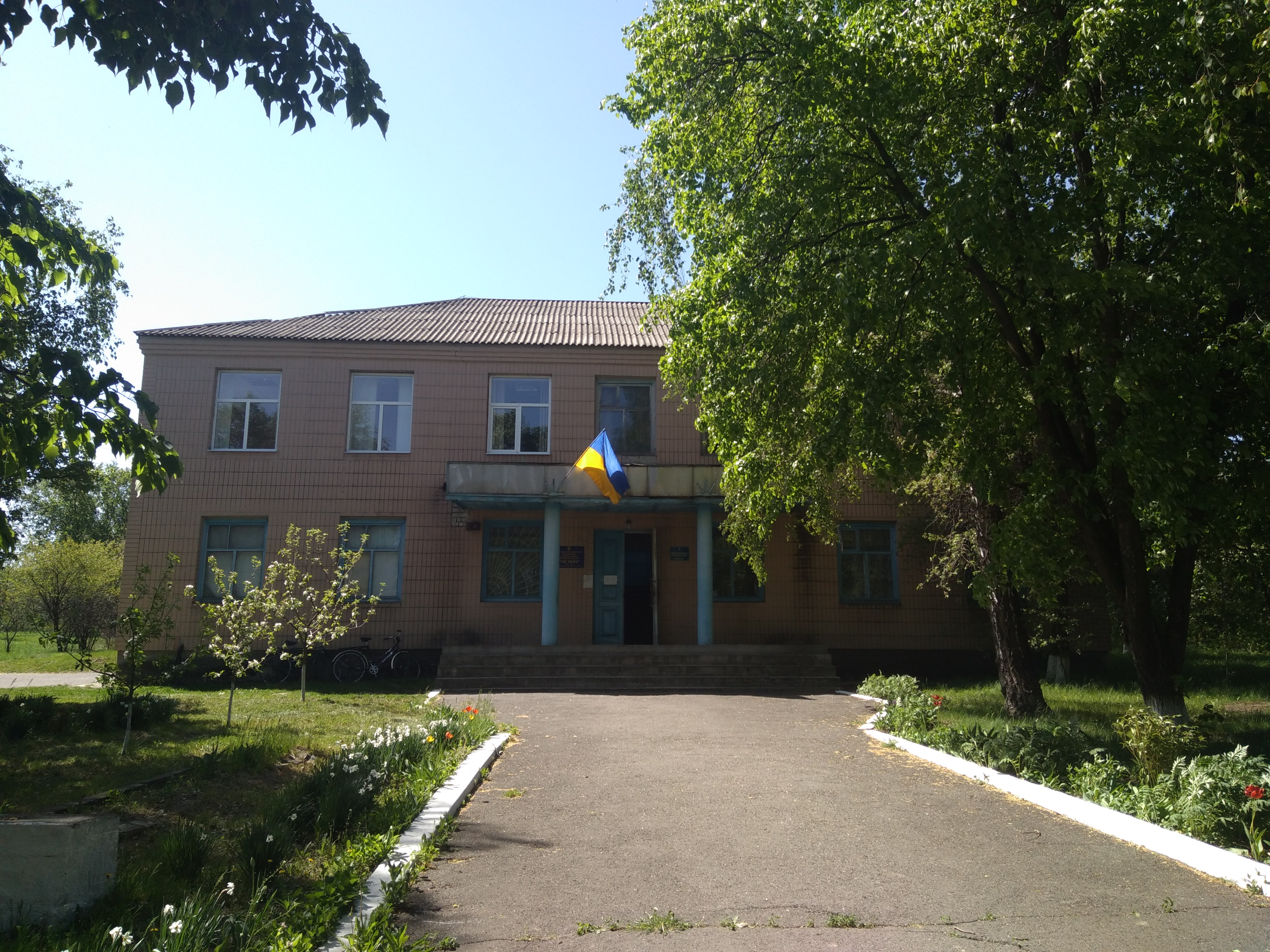
村拉达建筑

诺沃塞利察（烏克蘭語：Новоселиця）是烏克蘭中部的村莊，由切爾卡瑟州切爾卡瑟區的奇希林市鎮負責管轄。該村始建於十七世紀，面積2.44平方公里，海拔高度97米，2001年人口622。